# May Craig
May Craig és una illa rocosa situada al llarg de la costa del Mar del Nord d'Aberdeenshire, Escòcia. May Craig es troba a al voltant de mitja milla (0,8 km) al sud de Newtonhill i a una milla (1,6 quilòmetres) al nord-est de la localitat de Muchalls. Un petit illot del mateix nom es troba tres milles (cinc quilòmetres) al nord-nord-est.
L'àrea a l'oest de May Craig va ser primer habitada pels pobles pictes que van deixar monuments megalítics prehistòrics al llarg d'un via coneguda com a Causey Mounth, un nom encunyat en l'època medieval. Exemples d'aquests megàlits són el cercle de pedra Old Bourtreebush i el cercle de pedra Aquhorthies. altres estructures històriques en l'àrea són Elsick House, Gillybrands i el Castell Muchalls.